# 羞怯凤仙花
羞怯凤仙花（学名：Impatiens pudica）为凤仙花科凤仙花属下的一个种。

## 扩展阅读
- 維基物種上的相關：羞怯凤仙花